# Macquartia grisea
Macquartia grisea là một loài ruồi trong họ Tachinidae.